# Eleonora af Østrig
Eleonora af Østrig (15. november 1498 - 25. februar 1558), også kaldet Eleonora af Kastilien, blev født som ærkehertuginde af Østrig og Infanta af Kastilien af Huset Habsburg og blev først dronning af Portugal (1518 – 1521) som tredje hustru til Emanuel 1. af Portugal og derefter dronning af Frankrig (1530 – 1547) som anden hustru til Frans 1. af Frankrig. Hun besad også Hertugdømmet Touraine (1547 – 1558) som enke. Hun kaldes for "Leonor" på spansk og portugisisk og "Eléonore" eller "Aliénor" på fransk.

## Liv
Eleonora blev født i 1498 i Leuven som det ældste barn af Filip af Østrig og Johanne af Kastilien, som senere skulle blive medregenter af Kastilien. Hendes far var også søn af den regerende tysk-romerske kejser Maximilian 1. og hans afdøde hustru Marie af Burgund, mens hendes mor var datter af de Katolske Monarker: Ferdinand af Aragonien og Isabella af Kastilien. Hendes søskende var den tysk-romerske kejser Karl 5., den tysk-romerske kejser Ferdinand 1., Dronning Isabella af Danmark, Dronning Maria af Østrig og Dronning Katarina af Østrig. Hun var opkaldt efter sin fars farmor, Eleonora af Portugal, tysk-romersk kejserinde.
Da hun var barn, forsøgte Eleonoras slægtninge at gifte hende med den kommende konge af England, Henrik 8., som hun blev forlovet med. Da Henriks far døde, og han blev konge, besluttede Henrik imidlertid at gifte sig med Eleonoras moster, Katarina af Aragonien, som var enken efter Kong Henriks ældre bror, Arthur, prins af Wales. Hendes slægtninge forsøgte også at gifte hende bort til de franske konger Ludvig 12. eller Frans 1. eller med den polske konge Sigismund 1., men intet kom der ud af disse planer. Eleonora blev også foreslået som ægteskabskandidat for Anton, hertug af Lorraine, i 1510.
I 1517 kan Eleonora have haft et kærlighedsforhold til kurfyrste Frederik 2. af Pfalz. Hendes bror Kong Karl, der havde efterfulgt deres aldrende bedstefar Kong Ferdinand som konge af Spanien året før, opdagede en dag, at hun læste et kærlighedsbrev fra Frederik. Karl tvang Eleonora og Frederik til at sværge foran en advokat, at de ikke var blevet hemmeligt gift, hvorefter han udviste Frederick fra hoffet. Hun fulgte med sin bror til Spanien i 1517.

### Dronning af Portugal
Eleonora blev gift sig med sin onkel (enkemand efter Eleonoras mostre Isabella og Maria), Kong Emanuel 1. af Portugal, efter at et foreslået ægteskab med hendes fætter, den kommende Kong Johan 3. af Portugal, ikke var blevet til noget. Hendes bror Karl arrangerede ægteskabet mellem Eleonora og kongen af Portugal for at afværge muligheden for portugisisk hjælp til ethvert oprør i Kastilien.
Emanuel og Eleonora blev gift den 16. juli 1518. De fik to børn: Infante Karl (født 18. februar 1520 – død 15. april 1521) og Infanta Maria (født 8. juni 1521, og som senere blev en af de rigeste prinsesser i Europa). Hun blev enke den 13. december 1521, da Emanuel døde af pest. Som enkedronning af Portugal vendte Eleonora tilbage til sin bror Karls hof i Spanien. Eleonoras søster Katarina giftede sig senere med Eleonoras stedsøn, kong Johan 3. af Portugal.
I juli 1523 blev Eleonora forlovet med Karl 3., hertug af Bourbon, som led i en alliance mellem Karl og Bourbon mod Frankrig, men ægteskabet fandt aldrig sted. I 1526 blev Eleonora forlovet med Kong Frans 1. af Frankrig under hans fangenskab i Spanien.

### Dronning af Frankrig
I 1529 blev det ved traktaten "La Paz de las Damas" (kvindernes fred ) fastsat, at ægteskabet skulle finde sted. Hun blev gift med Frans den 4. juli 1530. De fik ingen børn.
Eleonora forlod Spanien i selskab med hendes fremtidige stedsønner, som nu skulle frigives efter at have været holdt som gidsler af hendes bror. Gruppen mødte Frans ved grænsen, hvor Eleonora og Frans blev gift, og drog derefter afsted til et officielt indtog i Bordeaux . Eleonora blev kronet til dronning af Frankrig i Saint-Denis den 31. maj 1531. Hun var klædt i lilla fløjl ved sin kroning. Eleonora blev ignoreret af Frans, der sjældent udførte sine ægteskabelige forpligtelser og foretrak sin elskerinde Anne de Pisseleu d'Heilly. Ved Eleonoras officielle indtog i Paris viste Frans sig i to timer åbenlyst frem for offentligheden i et vindue med sin elskerinde Anne.
Dronning Eleonora optrådte som dronning af Frankrig ved officielle begivenheder, såsom ved brylluppet mellem hendes stedsøn Henrik og Katarina af Medici i 1533. Hun udførte også velgørenhed og blev rost for dette. Hun tog også sine steddøtrer, Madeleine og Margrete af Frankrig, hertuginde af Berry, med i sin husstand for at fortsætte deres opdragelse.
Som fransk dronning havde Eleonora ikke nogen politisk magt, dog blev hun brugt som en kontakt mellem Frankrig og Det tysk-romerske Rige. Dronning Eleonora var til stede ved fredsforhandlingerne mellem Frans og Karl i Aigues-Mortes i 1538. I 1544 fik hun til opgave at indlede fredsforhandlinger med Karl og deres søster Maria. I november 1544 besøgte hun Karl i Bruxelles.

### Senere liv
Som enkedronning forlod Eleonora Frankrig til fordel for Bruxelles i 1548. Hun var vidne til Karls abdicering i oktober 1555 og rejste til Spanien med ham og deres søster Maria i august 1556. Hun boede sammen med sin søster i Jarandilla de la Vera, hvor de ofte besøgte deres bror, der havde trukket sig tilbage til et kloster i nærheden. I 1558 mødte hun sin datter Maria i Badajoz for første gang i 28 år. Eleonora døde i 1558 på hjemrejsen fra Badajoz.
 